# سلوان (آیووا)
سلوان (به انگلیسی: Sloan) شهری در ایالت آیووا کشور ایالات متحده آمریکا است که جمعیت آن در سرشماری سال ۲۰۱۰ میلادی، ۹۷۳ نفر بوده‌است.